# Boulaur
Boulaur település Franciaországban, Gers megyében. Lakosainak száma 179 fő (2022. január 1.). Boulaur Bédéchan, Castelnau-Barbarens, Saramon és Tirent-Pontéjac községekkel határos.

## Népesség
A település népességének változása:
| Lakosok száma | 163  | 140  | 126  | 146  | 162  | 165  | 179  | 186  | 187  | 179  |
|               | 1968 | 1982 | 1990 | 2006 | 2013 | 2015 | 2017 | 2019 | 2020 | 2022 |